# Senna Agius
Senna Agius   (Liverpool, 9 de juny de 2005) és un pilot de motociclisme de velocitat australià que competeix a Moto2. Anteriorment, va guanyar el Campionat d'Europa de Moto2 FIM 2023 després de ser subcampió l'any anterior.